# خیرآباد (بستان‌آباد)
خیرآباد روستایی در دهستان اوجان غربی بخش مرکزی شهرستان بستان‌آباد استان آذربایجان شرقی ایران است.

## جمعیت
بر پایه سرشماری عمومی نفوس و مسکن در سال ۱۳۹۵ جمعیت این روستا ۶۳۲ نفر (۱۷۴خانوار) بوده‌است.